# Йозо Шимунович
Йозо Шимунович (босн. Jozo Šimunović, нар. 4 серпня 1994, Задар) — хорватський та боснійський футболіст, захисник клубу «Гориця».

## Клубна кар'єра
Народився 4 серпня 1994 року в місті Задар. Вихованець юнацьких команд футбольних клубів «Хрватскі Драговоляц» та «Динамо» (Загреб). 16 березня 2013 року дебютував у Першій хорватській футбольній лізі, вийшовши на 90-й хвилині на заміну в матчі проти клубу «Істра 1961». Вже в наступному турі, 30 березня, Йозо, вийшовши у стартовому складі, зумів відзначитися забитим м'ячем у ворота «Задара». Всього в сезоні 2012/13 Йозо провів 3 матчі.
23 липня 2013 року Шимунович дебютував у єврокубках, зігравши в матчі другого кваліфікаційного раунду Ліги чемпіонів проти клубу «Фола» з Люксембургу. З приходом на посаду тренера Зорана Мамича, Шимунович став основним гравцем команди. Загалом за рідний клуб він провів три сезони, взявши участь у 52 матчах чемпіонату.
1 вересня 2015 року Шимунович приєднався до «Селтіка», де мав замінити Вірджіла ван Дейка, що відправився в англійську Прем'єр-лігу. Станом на 2 січня 2018 року відіграв за команду з Глазго 45 матчів в національному чемпіонаті.

## Виступи за збірні
2009 року дебютував у складі юнацької збірної Хорватії, взяв участь у 34 іграх на юнацькому рівні, відзначившись одним забитим голом.
З 2013 року залучався до складу молодіжної збірної Хорватії. У складі збірної до 20 років взяв участь у молодіжному чемпіонаті світу 2013 року у Туреччині. На турнірі Шимунович провів 4 матчі своєї команди. Хорвати в 1/8 фіналу поступилися чилійцям, а Йозо відзначився автоголом. Всього на молодіжному рівні зіграв у 14 офіційних матчах, забив 1 гол. Був капітаном збірних U-17, U-19 та U-21.
У вересні 2015 року отримав перший виклик до національної збірної на останні відбіркові матчі до Євро-2016 проти Болгарії та Мальти як заміну травмованого Деяна Ловрена, але сам отримав травму через кілька днів, через що так і не дебютував за національну збірну Хорватії.
У липні 2017 року Шимунович вирішив представляти Боснію та Герцеговину. Він мав право змінити футбольне громадянство, оскільки його батьки є вихідцями з боснійського міста Яйце. Шимуновича розчарувала відсутність можливостей грати за збірну Хорватії.

## Статистика виступів

### Статистика клубних виступів
| Сезон                       | Команда                     | Чемпіонат                   | Чемпіонат | Чемпіонат | Національний кубок | Національний кубок | Національний кубок | Континентальні кубки | Континентальні кубки | Континентальні кубки | Інші змагання | Інші змагання | Інші змагання | Усього | Усього | Усього |
| Сезон                       | Команда                     | Ліга                        | Ігор      | Голів     | Ліга               | Ігор               | Голів              | Ліга                 | Ігор                 | Голів                | Ліга          | Ігор          | Голів         | Ігор   | Голів  |        |
| --------------------------- | --------------------------- | --------------------------- | --------- | --------- | ------------------ | ------------------ | ------------------ | -------------------- | -------------------- | -------------------- | ------------- | ------------- | ------------- | ------ | ------ | ------ |
| 2012–13                     | «Динамо» (Загреб)           | 1Л                          | 3         | 1         | КХ                 | 0                  | 0                  | ЛЧ                   | 0                    | 0                    | -             | -             | -             | 3      | 1      |        |
| 2013–14                     | «Динамо» (Загреб)           | 1Л                          | 23        | 2         | КХ                 | 3                  | 0                  | ЛЧ                   | 2+4                  | 0                    | СХ            | 0             | 0             | 32     | 2      |        |
| 2014–15                     | «Динамо» (Загреб)           | 1Л                          | 20        | 0         | КХ                 | 3                  | 0                  | ЛЧ+ЛЄ                | 2                    | 0                    | СХ            | 0             | 0             | 31     | 0      |        |
| 2015–16                     | «Динамо» (Загреб)           | 1Л                          | 6         | 0         | КХ                 | 0                  | 0                  | ЛЧ                   | 4                    | 0                    | -             | -             | -             | 10     | 0      |        |
| Усього за «Динамо» (Загреб) | Усього за «Динамо» (Загреб) | Усього за «Динамо» (Загреб) | 52        | 3         |                    | 6                  | 0                  |                      | 18                   | 0                    |               | 0             | 0             | 76     | 3      |        |
| 2015–16                     | «Селтік»                    | П                           | 11        | 1         | КШ+КЛ              | 1+1                | 0                  | ЛЄ                   | 4                    | 0                    | -             | -             | -             | 17     | 1      |        |
| 2016–17                     | «Селтік»                    | П                           | 18        | 1         | КШ+КЛ              | 1+3                | 0                  | ЛЄ                   | 2                    | 0                    | -             | -             | -             | 26     | 1      |        |
| Усього за «Селтік»          | Усього за «Селтік»          | Усього за «Селтік»          | 29        | 2         |                    | 6                  | 0                  |                      | 6                    | 0                    |               | 0             | 0             | 41     | 2      |        |
| Усього за кар'єру           | Усього за кар'єру           | Усього за кар'єру           | 81        | 5         |                    | 12                 | 0                  |                      | 24                   | 0                    |               | 0             | 0             | 119    | 5      |        |

## Титули і досягнення
- Чемпіон Хорватії (3):

«Динамо» (Загреб): 2012–13, 2013–14, 2014–15
- Володар Кубка Хорватії (1):

«Динамо» (Загреб): 2014–15
- Володар Суперкубка Хорватії (1):

«Динамо» (Загреб): 2013
- Чемпіон Шотландії (4):

«Селтік»: 2015–16, 2016–17, 2017–18, 2018–19
- Володар Кубка шотландської ліги (4):

«Селтік»: 2016–17, 2017–18, 2018–19, 2019–20
- Володар Кубка Шотландії (3):

«Селтік»: 2016–17, 2017–18, 2018–19